# Pontecchio Polesine
Pontecchio Polesine – miejscowość i gmina we Włoszech, w regionie Wenecja Euganejska, w prowincji Rovigo.
Według danych na rok 2004 gminę zamieszkiwało 1516 osób, 137,8 os./km².